# Iglesia de Santa Águeda (Burgos)
La iglesia de Santa Águeda es un templo católico localizado en la ciudad de Burgos. Es conocida también como Iglesia de Santa Gadea o como Santa Gadea de la Jura.
En la iglesia de Santa Gadea, según la tradición, tuvo lugar la Jura de Santa Gadea, acontecimiento legendario protagonizado por el Cid Campeador, quien obligó, según la leyenda, al rey Alfonso VI el Bravo a jurar que no había tomado parte en el asesinato de su hermano Sancho II el Fuerte, rey de Castilla, quien fue asesinado mientras sitiaba la ciudad de Zamora.
Cabe destacar que la iglesia actual no es la misma que existía en la época de la famosa jura de Santa Gadea, aunque sí el lugar, como se puede apreciar por la placa colocada en la pared exterior, junto a la entrada.
En 1941 se le unió la parroquia de Santiago Apóstol en la Catedral, pasando a denominarse parroquia de Santiago y Santa Águeda.

## Ubicación
Está situada en la calle que da nombre la iglesia, calle de Santa Águeda (Burgos), muy cerca de la catedral de Burgos.

### Arquitectura
Es un templo pequeño, de forma alargada, de una sola nave y con una capilla lateral. En la iglesia se encuentra colocado un sepulcro renacentista.
Tiene un retablo neogótico de alabastro, realizado en el siglo XX por el escultor burgalés Fortunato Sotillo, autor también de pasos procesionales.
El baptisterio, una posible obra de Juan de Vallejo, autor del cimborrio de la catedral de Burgos es de gran belleza arquitectónica.
Su imagen aparece colocada frente al baptisterio, en una vidriera recientemente construida.

#### Capilla de los Escalada
Está situada en un lateral de la nave central. Es de estilo neoclásico. Se denomina capilla de los Escalada dado que dicha capilla fue costeada por Hernando de Escalada, cuyo escudo de armas adorna uno de los laterales.
Junto a él, la Virgen de la Soledad, imagen procesional de Semana Santa.
|  |  |

#### Etapas constructivas
Se observan diferentes etapas constructivas:
- La del gótico del siglo XIV de algunas de sus bóvedas.
- La del XV en la construcción del ábside.
- La del XVII en el arco del coro.

### Pinturas
Colocados en las paredes del templo hay diversas obras pictóricas, entre ellas:
- La Coronación de la Virgen, de estilo barroco, restaurada hace unos años,
- San Juan de Sahagún dando limosna a los pobres atribuido al maestro Cerezo.

## La Jura de Santa Gadea

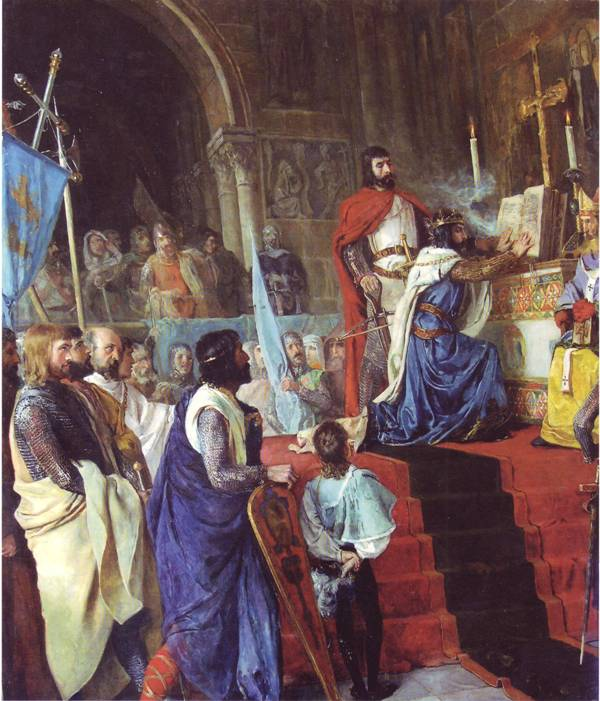
La Jura de Santa Gadea (1887), de Armando Menocal, episodio legendario difundido a partir del siglo xiii en leyendas y romances del que no hay constancia histórica, y que actualmente se considera enteramente ficticio

Según el relato, Rodrigo Díaz de Vivar, el Cid Campeador, obligó a Alfonso VI el Bravo, rey de León, a jurar que no había tomado parte en el asesinato de su propio hermano, el rey Sancho II de Castilla, quien fue asesinado ante los muros de la ciudad de Zamora en el año 1072, ciudad que se hallaba en manos de su hermana, la infanta Urraca de Zamora, que protegía los intereses de su hermano Alfonso, quien se hallaba refugiado en el reino de Toledo.
Según la tradición, el juramento que hubo de prestar Alfonso VI tuvo lugar en la iglesia de Santa Gadea, a finales del año 1072.

## Nuestra Señora de la Soledad

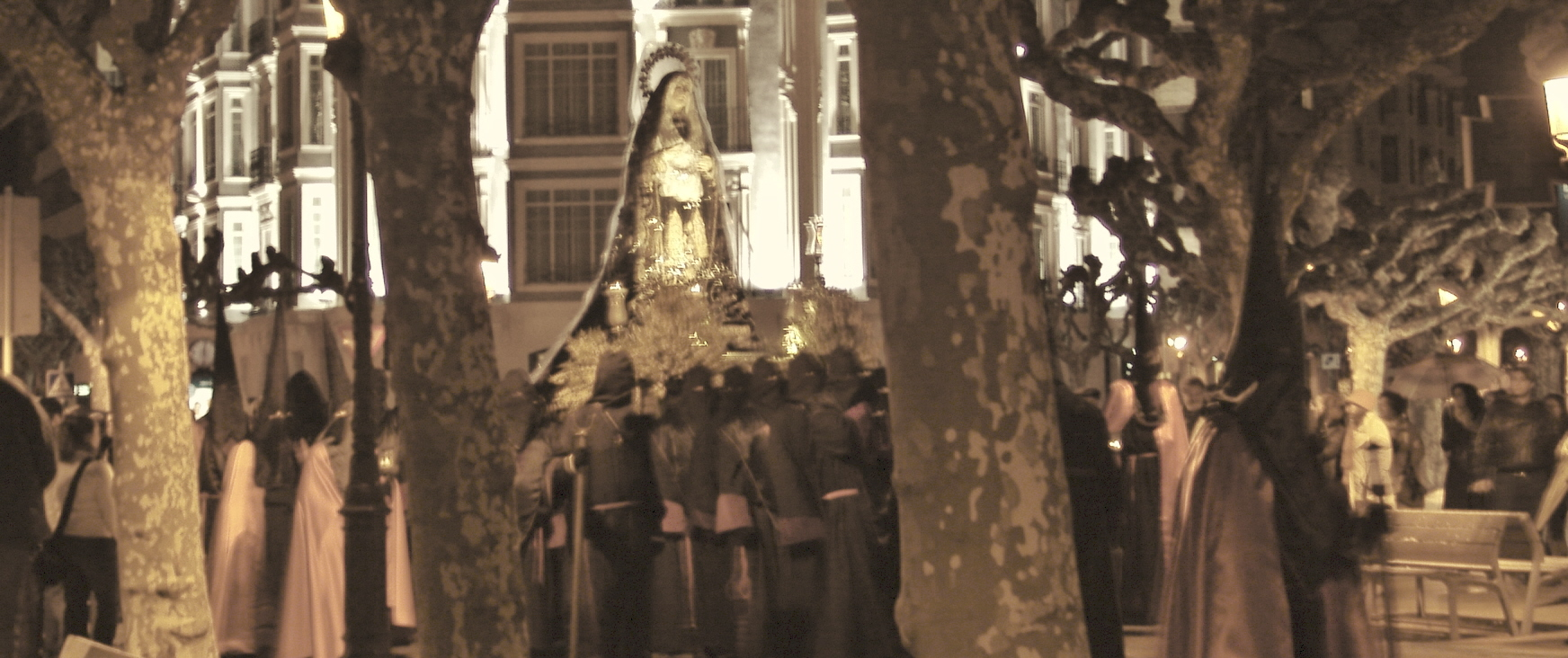
Procesión de Sábado Santo Nuestra Señora de la Soledad, paseo de la Isla, 2008

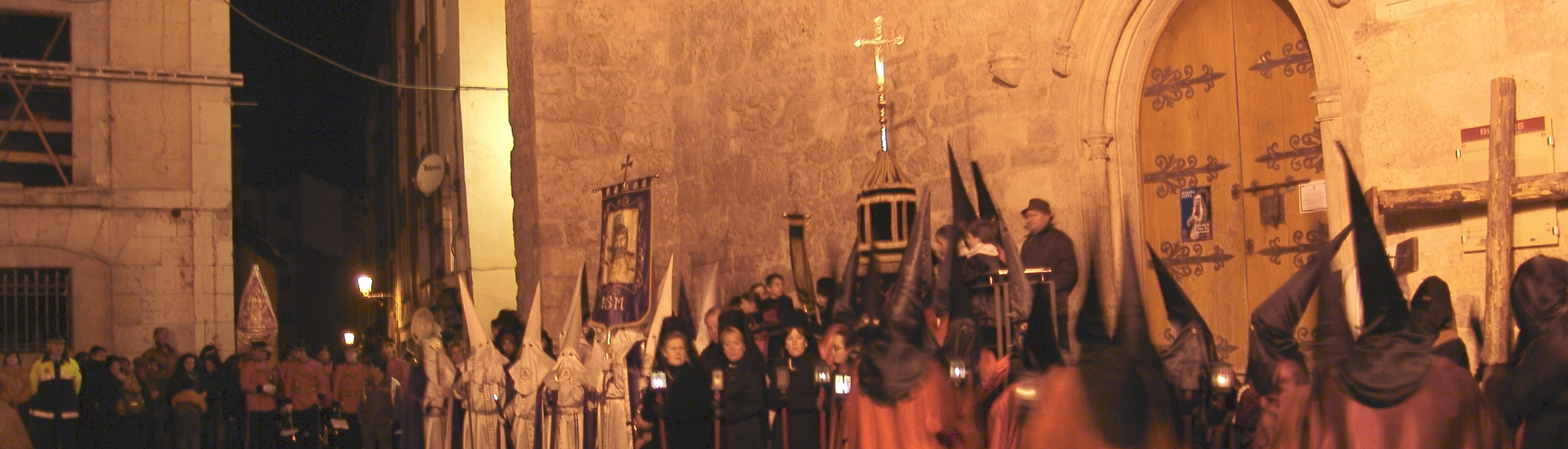
Procesión de Nuestra Señora de la Soledad frente a la iglesia

### Procesión del Sábado Santo
El Sábado Santo, partiendo de la iglesia de Santa Águeda, hoy parroquia de Santa Águeda y Santiago (Iglesia de Santa Águeda (Burgos), recorre el centro de la ciudad, portando en hombros el paso titulado Nuestra Señora de la Soledad, con paradas en el convento de la Madres Salesas y en el Palacio de Justicia donde es costumbre liberar un preso, con indulto concedido por el Consejo de Ministros a propuesta de la Cofradía de Nuestra Señora de la Soledad y de Santiago de Burgos. 
Concluyen los actos con el canto de la Salve Popular al regreso a la iglesia. Acude la cofradía arandina del Cristo del Milagro, desfilando.

## El Hermano Rafael

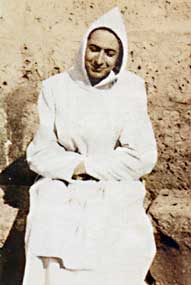
El Hermano Rafael

En la parroquia de Santiago y Santa Águeda el 21 de abril de 1911 fue bautizado Rafael Arnaiz Barón, monje trapense conocido el Hermano Rafael, beatificado en 1992, y declarado santo en el año 2009 por el papa Benedicto XVI. Había nacido el 9 de abril de 1911 en el actual Paseo de la Audiencia.

## Información útil
- Horarios de misas:

- Días ordinarios (de martes a viernes): 19 horas.
- Sábados y vísperas de festivos: 19 horas.
- Festivos: 13:00 horas.

- Visitas turísticas:

Es posible realizar visitas turísticas a la iglesia, antes y después del horario de culto, siendo la visita Gratuita.
Asimismo dispone de una rampa para facilitar el acceso a la misma a personas con discapacidad.